# Летняя (приток Берёзовки, притока Колымы)
Ле́тняя — река в Среднеколымском улусе Якутии, Россия, левый приток Берёзовки (бассейн Колымы). Длина реки — 276 км (от истока Нимчана — 338 км), площадь водосборного бассейна — 8500 км². 
Берёт начало на Юкагирском плоскогорье, недалеко от границы с Среднеканским муниципальным округом Магаданской области, на высоте более 200 м над уровнем моря. От истока течёт на север по лиственничной лесотундре. В верховьях русло реки заболочено. В среднем течении делает изгиб к западу, русло начинает сильно меандрировать, встречаются пойменные озёра старичного типа. Впадает в Берёзовку по левому берегу на отметке менее 26 м над уровнем моря. Ширина в нижнем течении — 72 м при глубине 0,4 м; скорость течения в низовьях составляет 0,6 м/с. Населённых пунктов на реке нет.

## Основные притоки
Указаны поименованные притоки длиной 30 км и более
| Название   | Расстояние от устья | Длина | Положение |
| ---------- | ------------------- | ----- | --------- |
| Чукча      | 51                  | 44    | правый    |
| Буордах    | 57                  | 98    | левый     |
| Ламут      | 141                 | 37    | правый    |
| Манчарылах | 150                 | 46    | левый     |
| Нимчан     | 165                 | 173   | левый     |
| Уродочан   | 189                 | 107   | правый    |
| Бурголчан  | 220                 | 72    | левый     |

## Данные водного реестра
По данным государственного водного реестра России и геоинформационной системы водохозяйственного районирования территории РФ, подготовленной Федеральным агентством водных ресурсов:
- Бассейновый округ — Анадыро-Колымский
- Речной бассейн — Колыма
- Речной подбассейн — Колыма до впадения Омолона
- Водохозяйственный участок — Колыма от водомерного поста города Среднеколымск до впадения Омолона
- Код водного объекта — 19010100512119000045891